# Adolphe Pictet

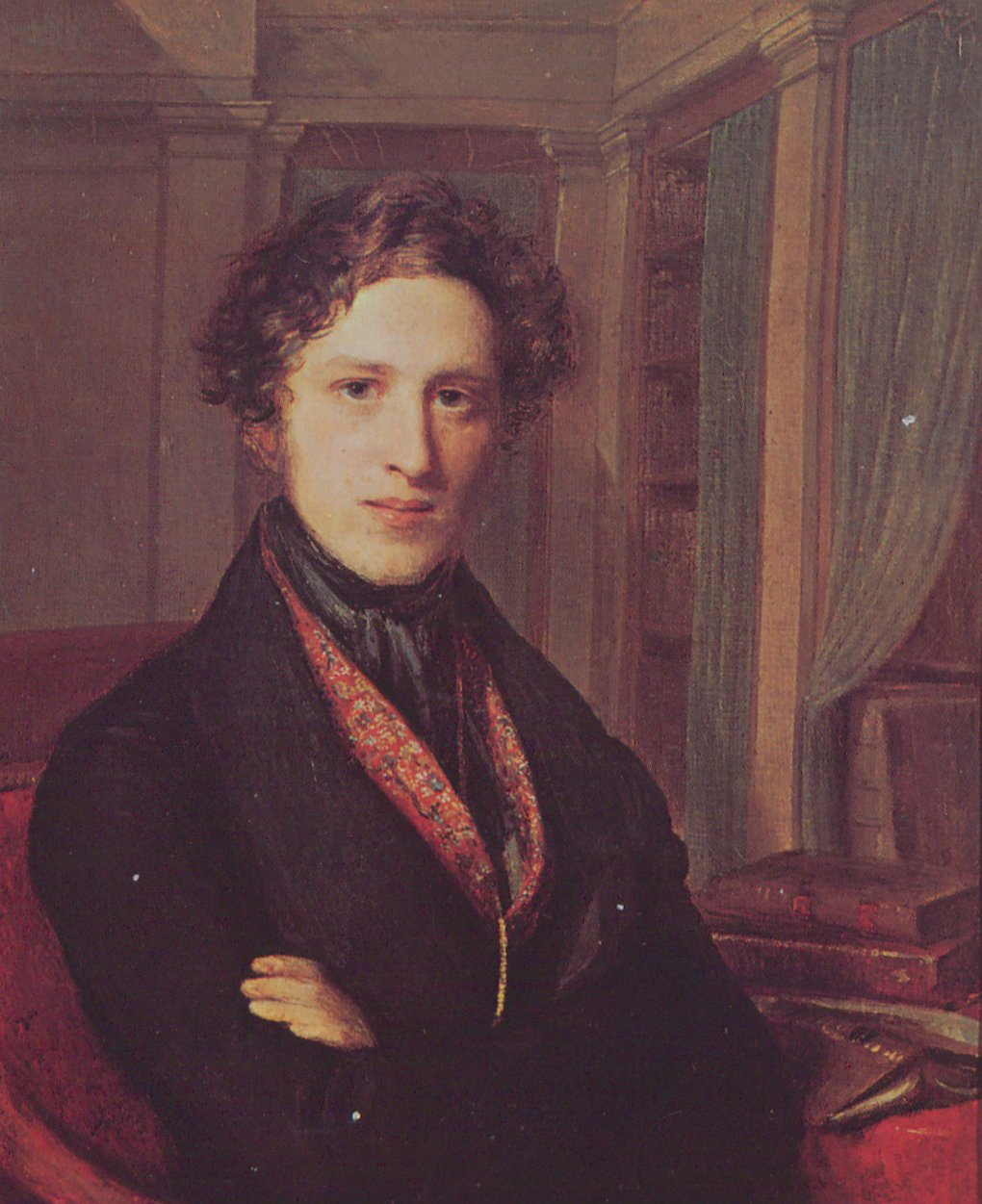
Adolphe Pictet.

Adolphe Pictet, född 11 september 1799 i Genève, död 20 december 1875, var en schweizisk lingvist. Han var kusin till François Jules Pictet de la Rive.
Pictet hade ett speciellt sätt att forska som han kallade lingvistisk paleontologi eftersom som han uppfattade materialet som kvarlevor från den så kallade ariska rasens forntida språk, vilka var som fossil från en försvunnen värld. En undersökning av ett ords etymologi kan leda fram till att man får en uppfattning om en hel serie idéer som en gång måste ha format ordet. Pictets Les origines indo-européennes om les Aryas primitifs, essai de paléontologie lingvistique (1859–63) består till stora delar av en uppräkning av alla de ord som dittills hade kunnat rekonstrueras. Med hjälp av dessa ord anser sig Pictet i detalj kunna beskriva de "ofördärvade" arierna. Det var i stor utsträckning han som populariserade termen "arier". Enligt honom var de ett herrefolk som bodde i Pamir, blonda, blåögda, resliga, med raka näsor, raka profiler och dolikocefala skallar.

## Publikationer
- De l'affinité des langues celtiques avec le Sanscrit (1837, prisbelönt av Franska akademien)
- Les origines indo-européennes ou les Aryas primitifs, essay de paléontologie linguistique (1850-53)
- Du beau dans la nature (2. uppl. 1875)